# Cyphotilapia
Cyphotilapia es un género de peces de la familia Cichlidae y del orden Perciformes. Es endémico del lago Tanganyika en África Oriental.

## Especies
- Cyphotilapia frontosa (Boulenger, 1906)
- Cyphotilapia gibberosa Takahashi & Nakaya, 2003